# Bicerin
Il bicerin (pronunciato [bitʃəˈɾiŋ] in piemontese, letteralmente bicchierino), noto oggi anche come bicerin 'd Cavour, è una bevanda calda e analcolica a base di caffè, cioccolato e crema di latte tipica di Torino.

## Storia
Si dice che a ideare il bicerin fu l'omonimo locale di piazza della Consolata, a Torino, nel diciottesimo secolo. La bevanda nacque come diretta conseguenza del successo del cioccolato ed è la diretta evoluzione della settecentesca bavarèisa, una bevanda servita in grandi bicchieri tondeggianti, composta da una mescola di caffè, cioccolato e crema di latte dolcificata con sciroppo. 
Tra i primi testi che raccontano la storia del bicerin c'è il testo di Alberto Viriglio, Torino e i Torinesi, la cui prima edizione risale al 1898.
La bevanda si è guadagnata diversi estimatori, tra cui Camillo Benso, conte di Cavour, Pablo Picasso, Alexandre Dumas, Umberto Eco (ne Il cimitero di Praga cita lo storico omonimo caffè), Ernest Hemingway (che lo inserì fra le cento cose del mondo che avrebbe salvato).
La bevanda viene oggi preparata in diversi locali del capoluogo piemontese. Nel 2001 il bicerin è stato riconosciuto come prodotto agroalimentare tradizionale del Piemonte.

## Descrizione

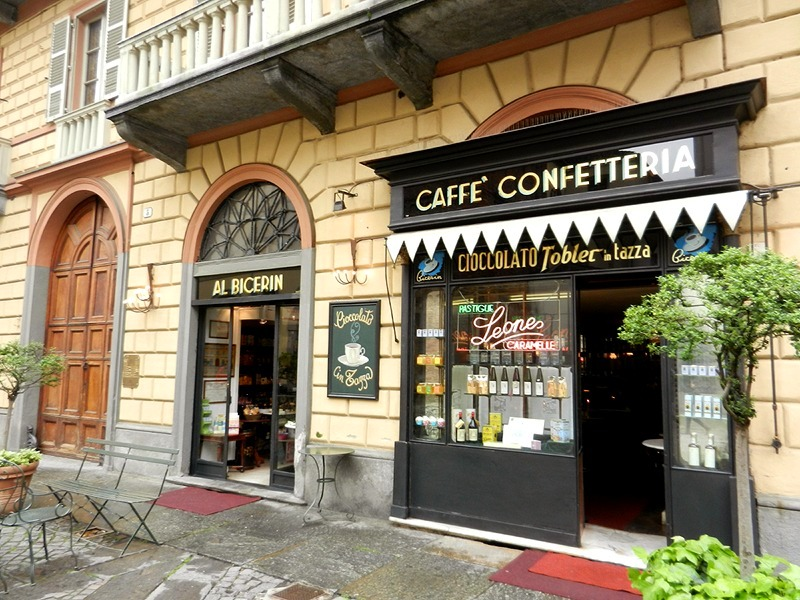
Il Caffè Confetteria Al Bicerin dal 1763

Il bicerin è composto da tre strati di caffè, cioccolata fusa o in pezzettini che si sciolgono a contatto con il calore e fior di latte e si serve in alti bicchieri o calici di vetro. Originariamente, tuttavia, consisteva di tre varianti: pur e fior (l'odierno cappuccino), pur e barba (caffè e cioccolato), un pòch ëd tut (lett. "un po' di tutto"), con tutti e tre gli ingredienti miscelati. L'ultima delle varianti ebbe più successo e prevalse sulle altre. Il tutto veniva accompagnato da "bagnati", dolcezze artigianali di ben 14 specie.
Il bicerin non va confuso con il liquore "Bicerin originale di Giandujotto", marchio registrato di una nota azienda liquoristica del Torinese.

## Nella cultura di massa
Il brano Eurovision in Turin degli Eugenio in Via Di Gioia omaggia la bevanda.